# Kālacakratantra

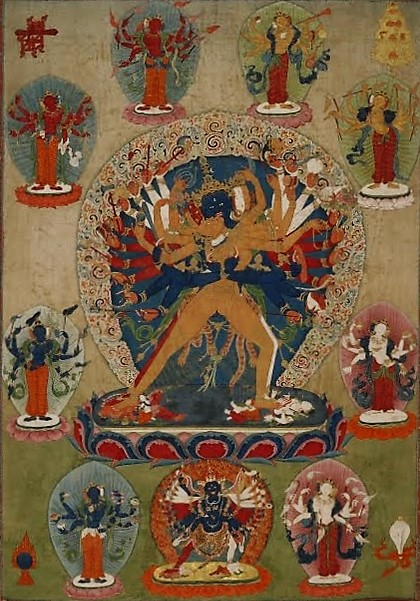
il Buddha nella forma Kālacakra, dipinto su seta del XVII secolo conservato presso il Rubin Museum of Art di New York. Nella pratica di visualizzazione (sādhana; སྒྲུབ་ཐབས sgrub thabs) nella fase di bskyed rim (བསྐྱེད་རིམ་, kyerim, rende utpattikrama), Kālacakra viene descritto in piedi, con i piedi che poggiano su un fiore di loto. Il suo colore è blu, possiede quattro volti: quello che indirizza lo sguardo semi-irato in avanti è nero; quello rosso, passionale, è alla sua destra; quello posteriore, con sguardo equanime è giallo; alla sua sinistra si pone il volto pacifico di colore bianco. Kālacakra possiede ventiquattro braccia, dodici per lato: quattro superiori di colore bianco, quattro mediane di colore rosso e quattro inferiori di colore blu. Le ultime braccia di colore blu stringono la paredra mistica, Viśvamāta (སྣ་ཚོགས་ཡུམ, sna tshogs yum), questa di colore giallo, anch'essa dotata di quattro volti: giallo in avanti, bianco alla sua destra, blu dietro e rosso alla sua sinistra. Le braccia di Kālacakra impugnano:

Il Kālacakratantra (tibetano: དུས་ཀྱི་འཁོར་ལོ་རྒྱུད, Dus kyi ’khor lo rgyud, pronuncia: Tügi Khorlo Gyü) è un tardo testo tantrico (risalente al X-XI secolo), scritto in sanscrito ibrido, in 1.030 strofe redatte in metro  sradgharā, quindi tradotto in tibetano e raccolto nel ciclo dello Anuttarayogatantra ("Tantra dello Yoga Supremo") proprio del buddismo tibetano, a sua volta conservato nel bKa’-’gyur del Canone buddhista tibetano, al Toh. 362, dove esso si compone di 1.047 versi, suddivisi in cinque capitoli.
Da tener presente che, secondo il suo principale, e fondamentale, commentario, il Vimalaprabhā ("Luce immacolata", Vimalaprabhānāmakālacakratantraṭīkā, tibetano: དུས་འཁོར་འགྲེལ་བཤད་དྲི་མེད་འོད། dus 'khor 'grel bshad dri med 'od, ai Toh. 845/1347, in dodicimila versi), tale testo intende sintetizzare un più largo insieme di insegnamenti riportati in un perduto Paramādibuddhatantra (མཆོག་གི་དང་པོའི་སངས་རྒྱས་རྒྱུད་, mchog gi dang po’i sangs rgyas rgyud, "Tantra del Supremo Buddha Primordiale") questo composto in metro anuṣthub in dodicimila strofe, da qui il suo titolo completo come Laghukālacakratantra o Kālacakralaghutantra (dove l'aggettivo sanscrito laghu indica "breve").
La dossografia tibetana interpreta questo tantra come advaya (non-duale, གཉིས་མེད gnyis med) in quanto non verte solo sulla saggezza della pratica come un "tantra madre" (mātṛitantra; མ་རྒྱུད, ma rgyiud) e non solo sull'aspetto del metodo come un "tantra padre" (pitṛtantra, ཕ་རྒྱུད pha rgyud), quanto piuttosto rivela un percorso superiore che, combinando entrambi, mira alla realizzazione della vacuità.
I commentari ai testi di questo tantra sono quindi raccolti nella sezione dei commentari ai tantra non duali (གཉིས་མེད་རྒྱུད།, gnyis med rgyud) all'interno dei commentari agli Anuttarayogatantra nel bsTan-’gyur del Canone buddhista tibetano, insieme ai commentari ai tantra dello Hevajra quindi ai Toh. 1180-1400.
Comunemente questo tantra viene anche indicato con la traduzione nelle lingue occidentali del termine Kālacakra, quindi come "Ruota del tempo" ("Wheel of Time"), ma il tantra non attesta tale resa.
Kālacakra è invece il nome del buddha che occupa la posizione centrale nel tantra, il quale affronta in particolar modo i temi del tempo (kāla) e dei cicli ("ruote") cosmici (cakra).
Kālacakra è anche la deità prescelta (iṣṭadevatā; in tibetano: ཡི་དམ, yi dam) dei tantra "non duali" (གཉིས་མེད་རྒྱུད།, gnyis med rgyud) secondo le tradizioni Jo nang (ཇོ་ནང་) e Bka’ brgyud (བཀའ་བརྒྱུད).

## Storia tradizionale
Secondo il racconto tradizionale il Buddha Śākyamuni (in tibetano: སངས་རྒྱས་ཤ་ཀྱ་ཐུབ་པ, Sangs rgyas sha kya thub pa'), il 15º giorno del terzo mese dall'illuminazione si trovava sul Gṛdhrakūṭaparvata (tibetano:  བྱ་རྒོད་ཕུང་པོའི་རི་, Bya rgod phung po’i ri), ove stava insegnando lo Śatasāhasrikāprajñāpāramitā (tibetano: ར་ཕྱིན་སྟོང་ཕྲག་བརྒྱ་པ།, Sher phyin stong phrag brgya pa, al Toh. 8) quando, su richiesta di Sucandra (tibetano: ཟླ་བ་བཟང་པོ Zla ba bzang po), il re del Dharma (dharmarāja,  ཆོས་རྒྱལ, chos rgyal) del mitico regno di Śambhala, il quale voleva conseguire il Dharma senza abbandonare il mondo, si manifestò contemporaneamente nello stūpa di Śrī Dhānyakataka (དཔལ་ལྡན་འབྲས་སྤུངས་ཀྱི་མཆོད་རྟེན, dPal ldan ’bras spungs kyi mchod rten; nei pressi di Amārvati, nell'Andhra Pradesh), insegnando le dottrine di questo tantra al re e a una vasta assemblea di devoti divini e umani.
Rientrato nel segreto regno di Śambhala, Sucandra, che altri non era che la manifestazione di Phyag na rdo rje (ཕྱག་ན་རྡོ་རྗེ; il buddha Vajrapāṇi), comporrà questo mūlatantra (རྩ་རྒྱུད, rtsa rgyud, "tantra radice") in dodicimila versi con il titolo di Paramādibuddhatantra (མཆོག་གི་དང་པོའི་སངས་རྒྱས་རྒྱུད་, mchog gi dang po’i sangs rgyas rgyud, "Tantra del Supremo Buddha Primordiale", conosciuto anche come Kālacakramūlatantra) insegnandolo ai suoi sudditi, insieme a un commentario in sessantamila versi. Ambedue questi testi sarebbero andati perduti. Sucandra avrebbe anche eretto un gigantesco maṇḍala tridimensionale, trasformando Śambhala in un regno buddhista ideale con 960 milioni di villaggi.
L'ottavo re di Śambhala, Mañjuśrīkīrti ( འཇམ་དཔལ་གྲགས་པ་, 'jam dpal grags pa), il primo ad essere appellato come kalkin ("detentore del lignaggio; རིགས་ལྡན, rigs ldan), titolo che successivamente andrà anche ai suoi successori al trono, condenserà il testo predisposto dal re Sucandra in 1.047 versi, suddivisi in cinque capitoli, con il nome di Kālacakralaghutantra, meglio conosciuto come Kālacakratantra essendo l'unico testo giunto a noi.
Il successore di Mañjuśrīkīrti, quindi nono re di Śambhala e secondo kalkin, risulterà Puṇḍarīka (པད་མ་དཀར་པོ, Pad ma dkar po) autore, secondo la tradizione, del fondamentale commentario al Kālacakratantra indicato con il titolo Vimalaprabhā ("Luce immacolata", Vimalaprabhānāmakālacakratantraṭīkā དུས་འཁོར་འགྲེལ་བཤད་དྲི་མེད་འོད། dus 'khor 'grel bshad dri med 'od, ai Toh. 845/1347).
Per diversi secoli il Kālacakratantra fu custodito nel regno di Śambhala quando il maestro indiano Chilupā (per alcune tradizioni conosciuto con il nome di Kālacakrapada) che aveva visitato tale regno nel X secolo, lo introdusse l'insegnamento in India. Chilupā trasmise questo tantra a Bhadrabodhi e a Nāḍāpāda (Nāropa), quest'ultimo lo trasmise a sua volta ad Atiśa.

## Struttura del testo e dottrine veicolate
Il Kālacakratantra si suddivide in cinque capitoli riassumibili in tre parti. Ogni capitolo si avvia con la richiesta da parte del re Zla ba bzang po (Sucandra) affinché il Buddha, a lui manifestatosi nella forma Kālacakra, gli illustri le seguenti dottrine. Alla fine del tantra Zla ba bzang po intona un inno di lode al Kālacakra.

### Kālacakratantraesterno - Il mondo esterno
Corrisponde al capitolo I del tantra, precisamente quello che tratta il lokadhātu  (tibetano: འཇིག་རྟེན་གྱི་ཁམས,’jig rten gyi khams), offrendo la rappresentazione del mondo in chiave cosmogonica e cosmologica, oltre che le interazioni tra i fenomeni cosmici e l'evoluzione dei cicli temporali. In questa sezione sono trattati gli argomenti che riguardano: la cosmologia, la cronologia, l'escatologia (qui viene descritta la guerra apocalittica contro gli mleccha) e i calcoli astrologici collegati. È descritta la formazione dell'universo attuale e tutti gli universi precedenti e futuri, con la descrizione delle costellazioni e dei sistemi solari. Espone, inoltre, l'intera scienza astrologica di tradizione indiana.

### Kālacakratantrainterno - Il mondo interiore
Corrisponde al II capitolo del tantra, precisamente quello che tratta dell'adhyātma (tibetano: ནང nang), quindi di quel mondo interiore all'individuo, della sua "struttura sottile" (ādhyātmikarūpa; tibetano: ནང་གི་གཟུགས, nang gi gzugs) che lega la mente al corpo.
Tale struttura sottile è descritta come composta dai nāḍī (tibetano: ཙ, tsa), i "canali sottili" e dai cakra (འཁོར་ལོ, 'khor l), le ruote, tutti questi attraversati dai "venti sottili interni" (prāṇa, tibetano: རླུང, rlung) e delle relative "gocce di energia" (bindu; tibetano: ཐིག་ལེ་, thig le).
Così la circolazioni di questi "venti sottili" è descritta come correlata a ciò che accade sul piano del macro-cosmo, ovvero nel mondo esterno con i suoi cicli temporali e i suoi corpi celesti.
La sesta sezione di questo secondo capitolo contiene dei trattati di medicina e di alchimia (rasayāna ; བཅུད་ལེན, bcud len), quest'ultima a base di mercurio e oro.

### Kālacakratantrasegreto - La purificazione e la trasmutazione
Corrisponde ai III, IV e V capitolo del tantra, tratta quindi delle "iniziazioni" (abhiṣeka; tibetano: དབང dbang, capitolo III), delle  "tecniche di visualizzazione" (sādhana; tibetano: སྒྲུབ་ཐབས sgrub thabs, capitolo IV) e della "saggezza conoscitiva" (jñāna; ཡེ་ཤེས, ye shes, capitolo V).
Contiene quindi delle pratiche esoteriche per purificare il corpo ordinario e trasmutarlo in "corpo di vajra".
Nel capitolo 3, quello inerente agli abhiṣeka, vengono presentate complessivamente quindici iniziazioni; mentre nei capitoli 4 e 5 raccolgono delle pratiche bskyed rim ( བསྐྱེད་རིམ་, kyerim, rende utpattikrama) e rdzogs rim (  རྫོགས་རིམ་, dzogrim, rende sampannakrama) , tra cui, nella specificità di questo tantra, lo rdzogs rim detto sbyor ba yan lag drug (སྦྱོར་བ་ཡན་ལག་དྲུག, "yoga dei sei rami del congiungimento", ṣaḍaṅgayoga).